# Bailemos juntos
Bailemos juntos es el séptimo álbum de la agrupación de cuarteto Chébere. Fue editado en 1980 por Philips en disco de vinilo.

## Lista de canciones
Lado 1
1. «Tu vuelo en este rock» (Omar A. Miano, Jorge O. Sosa) – 3:28
2. «Que se callen las guitarras» (Dino Ramos) – 3:55
3. «Ella se enteró» (Ángel E. Videla, Miguel Calderón) – 3:14
4. «Te quiero nena» (D. Vangarde) – 2:38
5. «Me enamoro de tí» (D.R.) – 2:45

Lado 2
1. «La copa de vino» (Luis Demetrio) – 3:11
2. «Bailemos juntos» (Georgie Dann) – 3:29
3. «Gritaré cuando no te quiera mas» (Favio Espinosa, Roger Wright) – 3:12
4. «Tristeza» (M. Jourdan, P. Ives) – 3:32
5. «Dudando dudando» (J. Seijas, A. Algueró) – 3:24

## Créditos
- PATO, accesorios, animador, sonidista, etc.
- PELUSA, cantante
- HUESITO, violinista
- ÁNGEL, tecladista
- BETO, bajista
- ALBERTO, tecladista

- Datos: Q113125880